# Droga krajowa B186 (Niemcy)
Droga krajowa 186 (niem. Bundesstraße 186, B 186) – niemiecka droga krajowa okalająca Lipsk z zachodu przez południe na wschód od skrzyżowania z drogą B6 koło Schkeuditz do skrzyżowania z tą samą w Borsdorfie w Saksonii-Anhalt.